# Het eiland daarginds
Het eiland daarginds is een Nederlandstalige jeugdroman, geschreven door Paul Biegel in opdracht van het CPNB als kinderboekenweekgeschenk voor de Kinderboekenweek van 1989. De eerste editie, uitgegeven bij de uitgeverij van het CPNB in Amsterdam, werd geïllustreerd door Fiel van der Veen.

## Inhoud
Kees, bijgenaamd 'Hoog-Keesje' omdat hij de zoon is van een vuurtorenwachter, ziet vanuit de vuurtoren van zijn vader in de verte een eiland, maar niemand gelooft hem. Hij krijgt te horen dat hij enkel een zandbank ziet. De enige die twijfelt is Keesjes zusje, bijgenaamd Miertje. Hoog-Keesje weet hoe het eiland heet: Appelepalimaroestakië. Hij besluit er in een sloep heen te reizen om zijn gelijk te bewijzen.
Op het strand van het eiland wordt Keesje gevonden door een ijzeren man genaamd Blokker en bij het IJzeren Hoofd gebracht. Het is een heel vreemd eiland; de mannen en jongens zijn er van ijzer, de vrouwen en meisjes van porselein. De vrouwen breken dus ook makkelijk. De bewoners zien niet in dat Keesje van vlees is en dat er een hele wereld vol mensen van vlees bestaat. Er is ook geen eten, want ijzeren mannen en porseleinen vrouwen hebben dat niet nodig. De jongens en mannen drinken alleen af en toe wat olie. Bovendien begrijpen de ijzeren en porseleinen mensen niet dat iemand van vlees niet wordt aangetrokken door een magneet en overlijdt in de oven. Kinderen gaan naar de afleerschool, en als ze eenmaal alles hebben afgeleerd worden ze verwerkt tot gebruiksvoorwerpen. Straffen op school bestaan uit de magneet voor de jongetjes en de oven voor meisjes. Ook Keesje wordt naar de afleerschool gestuurd. Omdat hij veel te veel weet, krijgt hij voortdurend straf. Ook wordt hij door iedereen uitgelachen omdat hij van vlees is. Hij leert Tedje kennen, een ijzeren jongetje, en Mirjam, een porseleinen meisje. Samen besluiten ze te vluchten, maar ze worden gepakt. Tedje en Mirjam worden tot de smeltoven veroordeeld, maar kunnen in de sloep ontsnappen. Hoog-Keesje moet maar een lampekap worden; hij is immers niet geschikt om een ijzeren voorwerp te worden.
Keesje wordt naar de fabriek gebracht om te worden verwerkt tot lampekap. Als hij al bijna onder de wals ligt, wordt hij net op tijd bevrijd door Miertje die ook naar het eiland is gekomen en ongeveer hetzelfde heeft beleefd als Keesje. Ze rennen samen naar het strand, maar Blokker zit ze op de hielen en grijpt hen even later in hun kraag. Dan blijkt ineens dat ze in werkelijkheid zijn gevonden en vastgepakt door hun vader, die wanhopig naar hen op zoek was. Keesje en Miertje waren volledig uitgeteld op de zandplaat gevonden.
Of het avontuur werkelijk beleefd is of toch een droom was, blijft aan het eind van het verhaal onduidelijk voor zowel Keesje en Miertje zelf als voor de lezer.